# 逢魔ヶ刻動物園
『逢魔ヶ刻動物園』（おうまがどきどうぶつえん）は、堀越耕平による日本の漫画。

## 概要
堀越の初連載作品。夕方になると動物たちが人間のような姿に変身する、「逢魔ヶ刻動物園」を描いた少年漫画である。堀越公認の略称は「オーマガ」。『週刊少年ジャンプ』（集英社）2010年2号に読切版が掲載された。その読切をもとに『週刊少年ジャンプ』2010年32号から2011年19号まで連載された。話数カウントは「第○話」。全37話。また、単行本5巻には後日話として書下ろしの「5210（ごじつ）話」も収録されている。
単行本2巻で古舘春一が、単行本3巻で田中靖規（いずれも堀越の師匠）が本作のイラストを寄せている。単行本4巻には本作の読切版、単行本5巻には『僕のヒーローアカデミア』のプロトタイプとなった読切『僕のヒーロー』が収録されている。

## あらすじ
呪いによってウサギの姿に変えられてしまった逢魔ヶ刻動物園の園長・椎名と、夏休みの間に自分を変えたくて逢摩ヶ刻動物園の飼育員アルバイトになった女子高生・蒼井華は、園の動物たちとともに「天下一の動物園」を作るために奮闘する。
プロローグ
夏休み初期。1巻（1 - 7話）。
女子高生・蒼井華はドジな自分を変えるため逢摩ヶ刻動物園の飼育員アルバイトに応募し、採用される。しかし、動物園の園長・椎名はウサギの頭をした自己中心的な男で、呆れて帰ろうとする。時は、閉園時間の午後4時44分。看板は「逢魔ヶ刻動物園」に化け、檻の中の動物たちが人間のような姿で喋り出した。椎名は華に、呪いによって自分がウサギの姿に変えられたこと、人間の姿に戻るには「天下一の動物園」を作る必要があること、椎名の能力によって園の動物たちは夜になると姿を変えて喋りだすことを告げる。華は自分が園のメンバーに必要とされていることに喜びを感じ、飼育員になることを決心する。
その後、華は雌蛇のウワバミや雄ライオンのシンドら動物たちと交流を重ね、さまざまな問題を解決していく。
丑三ッ時水族館との戦い
単行本2巻 - 3巻（8話 - 23話）
椎名は「丑三ッ時水族館」のシャチに奪われた仲間を助けるために、園のメンバーから1人（華）と7匹を選び、水族館に向かう。水族館の館長・伊佐奈は椎名と同じく呪いによって動物（クジラ）の姿に変えられたが、ほぼ人間の姿に戻っていた。彼は水族館の動物たちを奴隷のようにこき使い、逢摩ヶ刻動物園の乗っ取りも企てていた。しかし、椎名一行は激しい戦いの末、伊佐奈らを倒し、仲間を取り戻すことに成功する。伊佐奈を排除した丑三ッ時水族館の動物たちは、「愛」をもとにした水族館を目指す。
ヤツドキサーカスとの戦い
8月17日以降。単行本4 - 5巻（27 - 37話）
逢魔ヶ刻動物園の椎名と華は園の動物3匹とともには近所にやって来たヤツドキサーカスを見に行く。華はそこでアルバイトをしていた同級生の男子・菊池悠と出会うが、サーカスの動物たちに襲われる。シンドに助けられた2人は元凶であるサーカスの団長・道之家の所に向かう。しかし、サーカスを実質的に支配していたのは、呪いによって人間からクマに変えられた志久万であった。椎名は仲間の協力を得てサーカスを志久万から解放する。
エピローグ
9月中旬。単行本5巻（後日話）。
逢摩ヶ刻動物園はヤツドキサーカスと提携し、人気も少しずつ上がっていく。休館が続いていた丑三ッ時水族館は、伊佐奈を呼び戻し経営を再開する。華は夏休みが終わってからも毎日動物園に通い、飼育員としてアルバイトを続ける。

## 登場キャラクター

### 逢魔ヶ刻動物園

#### 人間
椎名（シイナ）
逢魔ヶ刻動物園の園長。一人称は「ワシ」。頭部はウサギの人間。12月31日生、年齢不明、血液型はB型、身長211cm（耳含む）・179cm（耳含まず）、好きな物：ニンジン、面白いモノ（主観）、嫌いな物：つまんないモノ（主観）
十数年前（正確な年数は不明）、野ウサギを追い回して化物のようなウサギと遭遇、呪いでウサギの姿にされてしまう。「呪いを解きたくば生命への愛を示せ」、「物言わぬ生命たちの声を聞き」、「世界に轟く園を造れ」と説かれ、逢魔ヶ刻動物園を設立。世界中から30種の動物達を集める（読切版では動物への愛情が示されると、時々人間の頭に戻るらしいとの設定）。人前に出るときは目深な帽子とマフラーで顔を隠す。
良く言えば行動力があり、悪く言えば短気でせっかち。会話の節々に「脱兎のごとく〜」と形容して、物事を速球に済ませる傾向がある。語尾が時折「〜じゃ」となるように口調には若干訛りが見られる。華を「蒼井華」とフルネームで、動物達は「獣共」と呼ぶ。基本的に「面白いこと」しかしない主義。そのためか、園の繁栄に不可欠な飼育、掃除など「面白くないこと」には一切手をつけず、呪いを受けた際に得た力（魔力）を使い、人のように動き喋れるようにして自分のことは自分でやらせるようにしている。まともに餌すら与えない始末だが、どんな動物も受け入れる大らかさや仲間意識の強さから、動物達には総じて慕われているが、華が来た時点で動物園は荒れ放題であった。
ニンジンが大好物。葉巻のように咥えている描写や、ベルトのホルスターに収めて携行する描写が多い。また、園内の畑で栽培したニンジンを独り占めする。
かなりの自己中心的な性格。ちょっとしたことがきっかけでいきなり怒るが、ニンジンさえあげれば大人しくなる。ウサギの脚力も加え身体能力はかなり高く喧嘩が強い。相当打たれ強いようで、ちょっとやそっとの攻撃にはびくともしない。
園内には自分が作った像のコレクションが所狭しと並べられ、これに手を出すとやはり例外なく怒る。曰く「天下一の動物園には面白さと派手さが必要」とのことで目的と手段が乖離している。
身勝手な振る舞いからその真意は窺えないが、動物達を大切な「仲間」と見ており、他者からの乱暴狼藉には本気で立ち向かう。
因幡の白兎（いなばのしろうさぎ）
第10話初登場。水面を走ることが出来る秘技。
ジェットニンジン
第2話初登場。ニンジンをドリルのように回転させながら投げつける技。
ラビットサーブ
第5話初登場。 ビーチバレーで使用したジャンピングサーブ。巨大な水柱を噴出させるほどの威力がある。
ラビットWピース
第4話初登場。相手の顔面を左右から潰すようにピースした手で挟みこむ攻撃。
ラビットホール
『週刊少年ジャンプ』2010年2号の読切にて登場。魔力によって巨大化して、その巨大な腕で地面に一瞬にして巨大な穴を掘る。
ラビットピース
第1話初登場。空中高くに飛び上がって、 手をピースの形にして相手にぶつける技。相手の顔面をへこますほどの威力がある。
ラビットビンタ
第7話初登場。ピースした手をビンタのように振るって攻撃をする技。つまりただのシッペ。
ラビット突入ピース
第12話初登場。手を前に突き出すようにして対象を攻撃をする。建物の中に進入するためにシャッターを破壊した。
ラビットミリオンピース
第23話初登場。 「ラビットピース」超高速の連打を両手で繰り出す技。
蒼井華（あおい はな）
動物が大好きな女子高生。C組。8月17日生、16歳、血液型はO型、身長154ｃｍ、好きな物：動物・なっとう・焼きそば・ハンドボール、嫌いな物：最新機器（扱えないため）
図鑑などで仕入れた動物に関する知識は豊富で、それを実際の動物の世話や、戦闘時に味方のアドバイスに応用できる。「失敗ばかりのドジ女」と馬鹿にされ、一部女子からいじめられている。流行のコスメやファッションには無縁。恋愛経験なし、いまだバイト料をもらっていない（彼女自身ウワバミに指摘されるまでバイト料の存在を忘れており、諦める）。
椎名の力による動物達の変身に最初は驚愕して逃げようとしたが、椎名から、その優れた知識を評価された上で「動物が好きな心が必要」と言われ、アルバイトを続けることを決意、動物たちの変身に順応する。「ドジな自分を変えたい」という積極性や、椎名の理不尽な扱い、及びあらゆる困難にもめげずに立ち向かう強い精神力の持ち主。
園のずさんな管理体制に的確な対応を見せたり、動物達への細かい心配りにも抜かり無いと、しっかりものな一面も併せ持つ。
補欠ではあるがハンドボール部に所属しており、足は速い。11話では野生動物状態の動物園の面々に難なく付いて行く。
一応の持ち技は「蒼井華タックル」。全身で思いっきりタックルする。命名は園長。威力は高いとは言えないが、シシドの危機を救う。

#### 動物
（一部の動物は名前の横に動物年齢（人間換算年齢）で表記）
ウワバミ
蛇のメス。読切版ではアオダイショウ。3匹いるので?歳（21歳くらい）
元はコブラなど3匹の蛇から成っている。他の動物たちと比べ最も人間に近い外見。髪の毛の一部が蛇の群れになっており、その姿はギリシャ神話のメデューサを思わせる。
ピット器官による探索を得意としている。笑い声はガラガラヘビ。どんな時でも冷静沈着。椎名に振り回される華を何かと気遣う大人な女性で、動物園の経理も担当している様子。
椎名に対しては、「やんちゃでかわいい」と、好意を寄せる。そのせいか、椎名を敵と見なすシシドを「バカ猫」と呼び、恋心を抱かれている加西に対してはその想いに気付けておらず、ただの仲間で止まっている。
5巻での出会いの描写からして、一匹の凶暴な蛇(おそらくウワバミとしての人格があるのはこちら)に対し、もう2匹の蛇を加える事で荒々しい性格が緩和されている様子。その均衡を崩すことで凶暴化も可能（秘技　切り離し）。読切版では髪の毛の蛇がそれぞれ独立した意思を持ち、言葉を発している。
『僕のヒーローアカデミア』にも同じ名前・容姿のキャラクターが登場する。
大上（おおがみ）　
ドール（アカオオカミ）の雄。1歳（20歳くらい）。
変身時には狼男のような外見になり、毛皮のコートを着ている。独特なヘアースタイルも特徴。
ウワバミと共に園を切り盛りする。華のよき理解者で、来たばかりの華に園長の性格を教えるなど親切な面を見せる。
普段は明るい性格。根は臆病で、恐怖や痛みを嫌う。自分より強い相手に対しては怯える様子も見せるが、仲間の為なら勇気を振るい頭脳的な戦略で立ち向かう面も見せる。イヌ科だけに嗅覚や聴覚にも優れている。自身曰く「オオカミは計算高い」。
シシド
ライオンの雄。3歳（15歳くらい）。
まだ若く血気盛んで、好戦的で猪突猛進な性格。馴れ合いを好まず、百獣の王として高いプライドを持つ。
サバンナでの群れのボス争いに敗れ瀕死の重傷を負ったところを椎名に救われ、園に連れてこられる。その後、動物園で初めて変身した際に大暴れし、それ以降他の動物達とは隔離され続けていたが、ある出来事がきっかけで少しずつ仲間に心を開いていく。僕のヒーローアカデミアでもNo.１３ヒーローに大人のような容姿で描かれている。（僕のヒーローアカデミア２６巻より）
名前の由来はライオンの別名「獅子」から。読切版では最初から椎名をリーダーとして認め、普通に変身させられる。
ゴリラコング　
ゴリラの雄。1歳（22歳くらい）。
華からは「ゴリコン君」と呼ばれる（後に仲間からも呼ばれるようになる）。変身しても話せるようになったこと以外外見は変わらず、ゴリラそのもの。語尾に「〜っス」を付ける、控えめで相手を敬った言動が目立つ。
当初はゴリラの習性を無視され檻の中に何の用意も（登り木など）されず、密かにストレスを溜めていた。感情表現に関して不器用で、椎名にその事が言い出せないが、華の協力もあり本心を伝える。それ以来、華に恩を抱き、水族館での伊佐奈の猛攻に対しては真っ先に華を庇う。
自身を不器用と称するが、手先は器用で、園長のコレクションである石像の瓦礫から檻を宮殿の如く立派に改築したり、魚の骨を使い一瞬で武器を作るほど。シシドが暴れて動物園が破損した時には、復旧の現場監督も担当。
好きな映画は『猿の惑星』だが、ティム・バートン版は認めていないという、作者も覚えていなかった裏設定がある。
名前の由来は「ゴリラ」と映画「キングコング」の両方。劇中でも映画をパロディにしたギャグが見られる。
イガラシ
ゴマフアザラシの雄。10歳（32歳くらい）。
変身時は身体の模様が紳士服のようになり、ヒゲを後頭部で束ねる。普段はジェントルだが、食事に関してはアグレッシブになるとのこと。ジェントルらしく華のことは「レディ」と呼び、彼女の手にキスをする描写もある。
1話では悪徳強盗団に「人の言葉を話せる動物」と目をつけられ誘拐される。その後も偶然サカマタにさらわれ、園の面々が水族館に挑戦するきっかけを作るなど、「さらわれキャラ」とのレッテルを貼られてる。
大上いわく「ジェントル臭い」らしい。
最終巻収録の番外編「ダーウィンが来るやも!」ではレポーターを務め、華のシャワーシーンを見て「アグレッシブー!!!」と叫び鼻血を吹いて倒れてしまう。
知多（ちた）　
チーターの雄。1歳（20歳くらい）。
尾がブースターになっており、人型の時は耳が眼鏡になっている。語尾に「〜し」「〜だし」を付けるのが特徴。相当な食いしん坊で、椎名の放任もあって食糧を自由に食べまくり、かなりの肥満体になってしまった。走る気力も全く失っていたが、華の機転で野性を取り戻し、檻にルームランナーを入れて運動に精を出す（ルームランナーはシシドが暴れて大破する）。「ヨーイ、ドン!」と言われると反射的に走ってしまう程に、走ることが「楽しいし」とのこと。
チーターらしく瞬間的にではあるが、尾のブースターから火が噴き、初速70km、最高速100kmを超える走りを見せる。最高速度を維持できる時間は約20-25秒。
名前の由来は、作者の出身地である愛知県の知多半島。
加西（かさい）　
インドサイの雄。6歳（15歳くらい）。
変身時は上半身の皮膚が鎧になったかのような姿。かなりシャイな性格、普段は無口でほとんど喋らない。サイだけあって、泳ぎはかなり得意だが視力が悪く、目に映った物に突進していくことしかできない。
ウワバミに密かな想いを抱くが、恋愛に関しても相当奥手。仲間からも無愛想と呼ばれ、人付き合いには不器用である。ウワバミ絡みとなると尚更そういった面が顕著に見られ、華には「まさに草食系男子」と称される。ただし、彼女に危機が迫れば普段の物静かな態度から一変、大声を張り上げ身を挺して救出に向かう。
タカヒロ　
オジロワシの雄。14歳（30歳くらい）。
ワシにもかかわらずタカヒロという名前なのは椎名の勘違いと思われる（本人は気にしていない）。ヘッドホンと両腕に付けた腕時計が特徴的。背中に人を乗せての飛行が可能。読切版での一人称は「ワシ」。
椎名が変身させた初めての動物。椎名に最も忠実で、ちょっとした作戦の一部も重大な任務と受け止め、遂行の厳守を心がけるなど、その振舞いに関しては少々かしこまった面が見られる。一方で椎名の指示を無視し、動物達の仲間意識を第一に尊重して行動する面もある。僕のヒーローアカデミアの映画第二弾「二人の英雄」にも登場しており、No.２ヒーロー、ホークスのモデルになったキャラクターでもある
ポポ
カバの雄。ポポの名前の由来は英語の「ヒポポタマス」。
糞を飛ばしてくるので、椎名曰く「最悪」（マーキングしているだけ）。園内でかなり力が強い部類に入る。頭はあまり良くない。人型時には両腕がそれぞれ、本来の姿であるカバの上顎、下顎となり、特有の頭部を持つようになる。
梅村（うめむら）
アメリカバイソンの雄。名前の由来はバイソンと同じ読み方の漢字「梅村（ばいそん）」。
臆病な性格の為、椎名が作った「ファラオ」のオブジェをずっとガン見して震えている。
新井さん（あらい-）
アライグマの雌。
餌の野菜は無農薬に拘る。匂いで農薬の有無を嗅ぎ分けることができる。「あらあら」が口癖。園の洗濯を手伝う。
亀田（かめだ）
高齢のガラパゴスゾウガメの雄。
変身しても甲羅が怪物のような顔になっているだけ。亀なので動きがのろい。
岐佐蔵（キサゾー）　
アフリカゾウの雄。12歳（18歳くらい）。
見かけによらず臆病で、子どもっぽい性格。人型の時は常にフードを被るが、その下に、先端が象の鼻になっているフードを被る。素顔は鬼のような頭髪で、鼻が丸まっている。遊ぶことが大好きだが、一つのことに熱中すると周りが見えなくなる。凄まじい力を持ち、本気の状態で繰り出される体当たり攻撃は強力。
ハニワニ
ナイルワニの雄。
変身しても、姿はそのままワニ。
町田（ちょうだ）
ダチョウの雄。
長い首とは別にダチョウの頭部そのもののような腕を持つ。脚力に長ける。
名前の由来は逆するから（だちょう>ちょうだ）。
福本（フクモト）
シロフクロウの雌。顔はホッケーマスクのような仮面になり、タンクトップを着ている。ロングスカートは羽から作ったらしい。語尾に「〜ス」をつけて喋る。
読切版では雄だったが、連載版では実際のシロフクロウの姿（斑点があるのは雌）に合わせて性別が変更された。
岩尾（いわお）
イワトビペンギンの雄。
ヒレは手になり、嘴は首飾りになる。
桐島（きりしま）
キリン。
角は目になり、首は口になる。
モモ
モモンガの雄。
人間の子供のような姿で、マントを被っており、姿は若いスーパーヒーローを思わせる。
テテテテ
シロテテナガザルの雄。
忍者。手は手袋となる。
アラシ
タテガミヤマアラシの雄（1話でハリネズミになっていたのは作者のミスとのこと）。
長い足に細い体。1話では椎名に「ハリネズミボウリング」の球として扱われる（ちなみにピンは他の動物達）。
アルマジ老師（-ろうし）
ミツオビアルマジロの雄。
ドレッドロックスでヒゲ面の中年男性のような姿。鉄皮は鎧を着ているような外観になる。
ブラックバックマン
ブラックバックの雄。
シマウマ（名称不明）
雄。よくポポの言い間違いにツッコんでる。
ベンガルトラ（名称不明）
雌。
オオアリクイ（名称不明）

### 丑三ッ時水族館

#### 人間
伊佐奈（イサナ）
丑三ッ時水族館館長。呪いによってマッコウクジラに姿を変えられた人間。2月1日生、27歳、血液型はA型、身長176cm、好きな物：金、嫌いな物：使えないモノ
水族館が繁盛している為か、ほぼ人の姿を取り戻すが、顔の左半分が元に戻らず、普段はフジツボが生えた潜水ヘルメットでそれを隠す。
館の生物たちを自分が元の姿に戻る為の道具としか考えず、サカマタを単に「シャチ」と呼ぶなど、彼らに対する情は微塵も見られない。反抗した者を制裁し、「使えない」と判断した者は喰ってしまうという恐怖政治を敷く。
元は恵まれた生活を送っていた御曹司で、傲慢かつ冷酷、動物を見下す性格はこの頃から変わっていない。若い頃にクルージング中、遊び半分で人間への警戒心が薄いクジラ1頭を射殺。その際椎名同様、突如現れた化物クジラに呪いで姿を変えられてしまった。
着ているコートが巨大な尾ビレに変形し、あらゆるものを薙ぎ払う。またエコーロケーションに使用する音波で獲物の動きを止めることも可能。本気を出した姿は巨大なクジラそのもので脳油で固めた頭での頭突きが得意だが、脳油を抜かれるとこの部分が弱点となる。
椎名が園の人気を得ずに人の姿に近づいた事を知り、その理由を求めてサカマタに逢魔ヶ刻動物園を探らせる。椎名と同じく、動物たちを人間のような姿を変え、話をさせることの出来る魔力を持つが、椎名のそれとは性質が異なるらしい。
館長室での椎名との対決では、クジラの姿に変身し椎名を食おうとするが、自分が制裁したフカの歯が椎名のマフラーに付着しており、失敗に終わる。直後にフカの歯を用いて口内から直接脳に「ラビット・ピース」を食らい敗北する。敗北して尚サカマタに椎名らを始末するよう足掻くが、圧倒的独裁者としての面影を失くしたことに幻滅したサカマタにより、海に葬られる。しかし最終巻後日談で生存していることが判明し、サカマタの監視のもと浜辺で暮らす。
名前の由来はクジラの古名である「勇魚・鯨（いさな）」から。

#### 動物（飼育員等担当）
サカマタ
シャチの雄。丑三ッ時水族館No.2。館内の動物たちのまとめ役。
「でら」などの方言を使う。普段はカイゾウと共にプールでのショーに出演している。
スーツ姿で四つの目を持つ。交渉時などの態度は紳士的だが、本性は獰猛。気に入らない相手には「食い殺したくなる」と言い放つなど、館内でも高圧的な態度は嫌われている。ただ伊佐奈には心底から恐怖心を抱き、陰で「化物」と呼び、殺されまいと彼に尽くし続ける。
シャチの中では「トラジエント」と呼ばれる、単体、少数で狩りを行う種類で、戦闘に関する技術は高い。力も強く、加西とゴリコンの怪力を玩ぶことができる。また水中では、クリック音で獲物の動きを止めたり、時速60kmで泳げる。食物連鎖の頂点に立つ存在とのプライドを持っている。
音波の反響定位である頭部の柔らかいメロン体が弱点。また陸地に居られる時間は限られ、常に海水を入れたペットボトルを携帯する。
館内ではイガラシを館長室に運ぶ途中、因縁のシシドと遭遇。ダメージを受けるも最終的に退け、イガラシを伊佐奈のもとへ連れて行く。しかし乱入してきた椎名に一撃で吹き飛ばされてしまう。その後、伊佐奈と互角以上に渡り合う椎名を見て、動物園側に味方する。その後は伊佐奈と共に海へ還る。最終巻の後日談では伊佐奈を監視している。
名前の由来はシャチの日本名である「逆叉」から。
『僕のヒーローアカデミア』にも同じキャラクターが登場しており、丑三つ時水族館館長を務めている。

カイゾウ
セイウチの雄。丑三ッ時水族館No.3。
顔の上半分にだけゴーグルのようなマスクを付ける。普段はプールでのショーで曲芸を披露する。自身の曲芸の腕前に自信を持ち、イルカが失敗したと言って怒ったり、自分より芸達者な者を見るとショックを受けたりする。
豪快な性格だが、老年で少々ボケている様子。一方でマナーには厳しい。象に匹敵する巨体と、凄まじい怪力が武器。曲芸で培われた経験は戦いに全く生かされていないが、それでも高い実力を誇る。
伊佐奈の命を受けショーを中断し、華たちを襲う。ゴリラコングを相手にその巨体と怪力で圧倒するが、大上の策で転倒、ゴリラコングの怪力で顔面を握られ続けて気絶する。
最終巻後日談ではサーカスとの提携でゴリラコング達が芸を習っていると聞き「ワレどこまでのぼりつめるつもりじゃ!!!」と焦りを感じていた。
ちなみにサカマタのことを「サカマタどん」と呼んでおり、彼の横柄な態度とは裏腹に、その関係は悪くない模様。
名前の由来はセイウチの別名「海象」から。
ドーラク
タカアシガニの雄。丑三ッ時水族館No.4。
普段はショーの照明役を務める。カニの甲羅の仮面を被っており、背中からカニの足が生えている。「ギシギシ」という独特な笑い声が特徴。出世欲が強い性格で、他人を見下す発言が多い。
怪力をもち、長い足やハサミを伸ばして獲物を仕留める。本気を出すと仮面を外し奥にある顔をのぞかせる。
館に侵入した知多と大上に遭遇。大上を圧倒し袋小路に追い詰めるが、大上の策略にはまって鉄火マキの自滅に巻き込まれてしまう。
最終巻後日談ではこの時に負ったダメージがまだ完治せず、顔面に縫い傷がついている。館ではサカマタしか知らなかった動物園をパソコンを駆使して探し、メールの編集などを行う。なおメールにも「ギシギシ」と記入していた。
名前の由来は「かに道楽」から。
一角（イッカク）
イッカクの雄。丑三ッ時水族館No.5。
普段はデビルフィッシュと共にショーの調教師役を務める。紳士服を着ており、礼儀正しい騎士道精神の持ち主だが、やや独善的な面もある。気に入らないことがあると、どこででも誰彼構わず決闘を申し込む。
イッカク特有の長い牙が武器。それをサーベル代わりにしての剣術を得意とする。素早い突きを繰り出したり薙ぎ払うなど、戦闘能力は高い。本人曰く「歯の剣と騎士（ナイト）スピリッツは自身の誇り」とのこと。また、その言動からウワバミに「エセ紳士」と呼ばれ、椎名や大上には変人扱いされる。
館に侵入したウワバミと加西に遭遇。加西と一対一の勝負を行い、終始優勢に戦いを進めていたが、ウワバミを想う加西の身を呈した攻撃に心打たれて負けを認める。デビルフィッシュを倒し加西達を救った後、自ら武器である牙を折る。
動物園・水族館の抗争の騒ぎに気づいた伊佐奈が、幹部全員に現状の報告を求めた際、敗退した幹部達で唯一無傷で行動可能拘らず、通信を無視する。椎名らと伊佐奈の交戦中、敗北した水族館の幹部たちを救出し、会議室へと運ぶ。
動物園との抗争後、館の行く末については「自分たちでなんとかする」と言うものの、程なく休業する。これについて最終巻後日談で、伊佐奈抜きでは経営に必要な知識がなかったことが原因だと明かされる。そのため、椎名に教えを請うべく館の一同と共に動物園を訪ね、椎名から「伊佐奈を呼び戻し、仲間として受け止めろ」という趣旨のアドバイスを受ける。
名前の由来はその名の通り「イッカク」から。
フカ
ホホジロザメの雄。丑三ッ時水族館No.6。
自分こそ海の王者という誇りを抱き、自分より地位の高いサカマタを憎む。伊佐奈の目的を「そんな事」とほんの軽口をたたいたところ、伊佐奈に叩き潰され、ゴミ捨て場に捨てられる。
彼にとっても伊佐奈は恐怖の対象で、今まで必死に伊佐奈に尽くしてきたにも関わらず捨てられた悔しさから、瀕死の状態で涙を浮かべながら椎名に助言を行う。
最期には伊佐奈打倒の旨を椎名に託した後、椎名の手で故郷の海へと還された。ちなみにこの時抜け落ちて椎名のマフラーにくっついた牙が、伊佐奈との勝負で椎名を助ける。
最終巻あとがきでは彼のみ水族館組が集合しているページから外れている。
名前の由来はサメの別称である「鱶（ふか）」から。
鉄火マキ（てっか-）
マグロの雌。丑三ッ時水族館No.7。
普段はプールの中でショーに出演するイルカの監視役を務める。頭にマグロの骨を被る人魚のような姿。バックルが切り身になっているベルトを着る。
普段は明るく快活な性格だが、マグロの生態上、常に動いていないと呼吸ができず、停止すると窒息して弱ってしまう。速いものが好きな一方、「トロい」ものを嫌う。水中を最高時速160kmで泳ぎ回る。急な停止や方向転換ができないのが欠点。作者曰く「アホな子」。
館では知多と互いのスピードを勝負。この際館の展示用ガラス（一般的に50-60cm程の厚さ）に腕を突っ込んだままガラスを砕きながら泳ぎ、そのスピードを維持し終始余裕を見せる。知多をギリギリまで追い詰めるが、大上の策略で時速100km超で泳いだままドーラクの居る位置に突っ込み、自滅する形で敗北する。
最終巻後日談では水を張った大きな透明の箱に入り、カイゾウに抱えてもらっていた。登場するなり「おデブどこ？」とたずねており、競争仲間として知多には好意を持っている様子。
名前の由来は寿司ネタの一つ「鉄火巻」から。
デビルフィッシュ
マダコの雄。丑三ッ時水族館No.8。
普段はショーの調教師役を務める。身体は人間だが頭から上にタコの頭と八本の足を持つ。たどたどしい喋り方が特徴的。横柄な態度をとるサカマタに対しての印象は悪い。一角と一緒にいることが多く、彼からは「デビ」と呼ばれる。
サディスティックな性格で、擬態能力、身体の自切、相手を麻痺させる唾液、タコスミ等様々な能力を操り、相手を苦しめる、自称「海の忍者」。
館に侵入したウワバミと加西に遭遇。ウワバミを「にょろにょろ同士」と気に入り、自分のものにしようとする。加西の突進を食らって尚ウワバミを攫おうとするが、加西の行動に心を打たれた一角に足を切断され行動能力を失って敗北。一角を罵倒していた。
最終巻後日談では伊佐奈のヘルメットを被る。ウワバミから嫌われるが、本人は気にしておらず、再会した時も懲りずにアプローチする。
名前の由来はマダコの別名「デビルフィッシュ」から。
ツボ
ウツボ。性別は♂。水族館で雑用をしていたが過労で倒れてしまい、休ませて欲しいと懇願した所伊佐奈に食われてしまう。
他の動物たち
イルカ
フグ
手と足あり。
オウムガイ
人型で頭に貝殻を被っている。むき出しの歯が特徴。一角やドーラク達と同じ服装をしており、普段は館の警備を務める。侵入者である椎名たちに襲い掛かろうとしたが、他の仲間もろとも椎名に一蹴される。
ホウボウ
マンボウ
頭はそのままマンボウの体で、体は人間のよう。
タツノオトシゴ
ウチワエビ
人型。椎名に一蹴される。
カブトガニ
カブトガニそのものの形状をした頭部と両腕両足を持つ。椎名に一蹴される。
ヒトデ
人型で無数のヒトデがへばり付いたような姿。椎名に一蹴される。
シオマネキ
人型。椎名たちのことを「変な奴等」と言い放った。椎名に一蹴される。
ウニ
クラゲ
ラッコ
マンタ
ツノダシ
アシカ
アザラシ
チョウチョウウオ
コバルトスズメ

### ヤツドキサーカス

#### 人間
志久万（シクマ）
ヤツドキサーカスの総支配人。呪いによってヒグマに姿を変えられた人間。
道乃家と協力し、自らを人間に戻す方法を模索する。口調は穏やかだが冷徹で、目的達成のためには手段を選ばない。椎名と同様動物を変身させることができ、さらに動物から強引に魔力を奪い取って自身の力にすることができる。
ヤツドキサーカスに来た椎名たちを捕らえる。始めは顔を見せないようにフードを被っていたが、華によって見破られ、その後椎名と対決。ビャッコフ、ロデオ、トイトイの力を吸収して椎名を圧倒するが、ウワバミ、岐佐蔵、シシドの力を得た椎名に倒される。その後、動物園とサーカスの提携に曲がりなりにも協力する。最終話後日談ではサーモンフレークを買って来てくれた華にお礼と述べ、鼻と口が元に戻る。
道乃家 日枝狼（みちのけ ひえろう）
ヤツドキサーカスの団長。テンションの高い性格で、どこか狂気をはらんだ雰囲気を持つ男。7月3日生、28歳、血液型はB型、身長171cm、好きな物：エンターテイメント全般、嫌いな物：グダグダ
口答えをした鈴木に平気で鞭を振るったり、「調教」と称し動物達を使って菊地に私刑を加えるなど団員に対する扱いは非常に荒い。しかしそれは、契約を結んだ志久万の制裁に怯えていたためにそう振舞っていただけだった。椎名の行動、鈴木と菊地の説得により本来の気持ちを取り戻し、志久万に抵抗する。その後、動物園とサーカスの業務提携を結ぶ。
彼が命名した「ヤツドキサーカス」は「お八つ時」から来ており、「誰もが楽しくて甘い時間を過ごせるように」という意味を込めて名付けた。
最終巻後日談ではメイクが変化しており、いまだに華を「ブス」と呼ぶ。
菊地 悠（きくち ゆう）
ヤツドキサーカスの団員の一人。華の同学年（A組）。6月10日生、16歳、血液型はO型、身長166cm、好きな物：料理、嫌いな物：自分
自分を変えたくて入団した。謝るのが癖になっている。
鈴木 太郎（すずき たろう）
ヤツドキサーカスの動物調教師。6月12日生、23歳、血液型はA型、身長178cm、好きな物：サーカス、嫌いな物：なし
落ち着きのある性格をしており、面倒見が良い。細マッチョ。練習・公演日以外は日雇いの土木関係のバイトをする。

#### 動物
トイトイ
トイプードルの雌。サーカスでは、外見が最も人間に近い動物。
快活な性格。プードルの着ぐるみのような服を着て、プードルの顔を模したゴーグルを付ける。
幼少の頃から鈴木に面倒を見てもらっており、彼のことを好いている。鈴木に手を出したり、誘惑したりした者には敵意をむき出しにし、己の犠牲も厭わない攻撃を行う。サーカスでの演目は三輪車、玉乗りなどだが、鈴木に気に入ってもらうため、独学でバイクに乗る方法を編み出した。その腕前は鈴木をして、「団員の誰よりもすげえ」。また、大上に匹敵する嗅覚を持ち合わせており、視界が悪くても標的を見つけることができる。
捕らえた動物園メンバーを鈴木と共に監視するが、ウワバミの姿に見とれる鈴木を見て彼が誘惑されたと勘違いし、ウワバミと対決。最後はウワバミの切り離しを使った策略に引っ掛かり敗北。彼女と鈴木の説得により降伏する。動物園と提携してからは、ビャッコフ、ロデオと共に椎名の魔力で変身する。
『僕のヒーローアカデミア』第36話ではモブのヒーローとして登場する。
持ち技
トイキック
第32話初登場。 飛び上がって蹴りを繰り出す技。
ライドッグアタック
第32話初登場。 バイクに乗ったままトランポリンで跳ねて、相手に突進をする攻撃。
ビャッコフ
ホワイトタイガー。シベリア生まれのベンガルトラ。雄。
軍帽を被り、両腕には手甲を着けている。知能が低く、怪しい文法で喋る。非常に好戦的で、どんな相手もとにかく「砕き殺す」。鋼鉄の檻を一瞬で噛み砕くほどの強靭な顎をもつ。動きは鈍いがトンファーを操ることで、予測不能な攻撃を繰り出す。
華や動物園の動物たちを探していた所、シシドと遭遇。トンファーを使いシシドを叩きのめすが、シシドの執念ともいえる反撃を食らい、敗北。
最終巻で新たに描かれたシーンでは、働き者だが獰猛性は変わっていないのか、口輪を付けられている。
名前の由来は白虎（びゃっこ）から。
持ち技
虎式裏技（ティーグル・チェリス・グルーチ）
第30話初登場。 相手を持ち上げてから、そのまま地面に叩きつけて攻撃をする必殺技。
ロデオ
サラブレッドの雄。
性格は冷静かつ厳格。草食至上主義で、肉食動物を嫌う。理屈屋で、自らの持論を展開することが多い。気に入らない獲物は手にするキャットオブナインテールで調教しようとする。肉食動物のビャッコフとは仲が悪い。反面草食動物に対しては穏便に物事を済ませようと計らうが、それでも自分に逆らう者には容赦しない。
真正面を除く350度の広範囲の視力を持つ。最大の武器は、強靭な後ろ脚による強力な蹴り。また、ジャグリングの輪を投げつけて、相手の身動きを封じる術も持つ。
志久万の命令で華とシシドを捕らえるが、応援に来た椎名たちと遭遇し、岐佐蔵と対決。始めは草食動物同士で馴れ合おうとしたが、岐佐蔵が不意に手を出してしまったことに激高、一方的なリンチ攻撃を行う。しかし、本気を出した岐佐蔵の体当たりをまともに食らい、吹き飛ばされる。
最終巻後日談では岐佐蔵や加西と恋愛の話で盛り上がり、好きなウワバミに声をかけられない加西を「草食の鑑」と絶賛する。

### その他の人物
強盗団
正規ルートでは入手しづらい動物を奪い売り飛ばす動物専門の強盗団。
イガラシをさらおうとしたが、華に見つかり、最終的には椎名にラビットピースをくらう。
部下の返事の仕方は「チョリッス」、武器は、巨大なハンマーや、カッターの刃のような小刀。
鼻上 向夫（はなうわ むきお）
向内の息子。鼻が上を向いている。夏休みの自由研究で昆虫採集をしていたとこイガラシを助けにいく途中の椎名達を目撃し、後に自由研究『日本にも野生のサイやライオンはいる』は物議を醸す。
その後父と共に動物園に遊びに来る。
鼻上 向内（はなうわ むかない）
向夫の父。牛見建設社長で、丑三ッ時水族館のスポンサー。ショーを見てはしゃいだり、何かにつけ「チョーうける」と発言したりと、子供っぽい性格。伊佐奈には心の中で「金ヅル」と言われる。
蓮田 育美（はすだ いくみ）
華の同級生。外見、中身共にギャル。いじめっ子で華を「ドジ女」と呼ぶが、街での一件以来、身なりを気遣うなど華に対する態度は若干変わった模様。
三浦（みうら）
育美の彼氏。街でビラを配っていた華に彼女と共に遭遇する。粗野な性格。
「シャープな頬骨」が自慢らしく、しきりに強調する。ボクシングをやっており、動物園のチラシの束を破こうとしたが、椎名にラビットWピースをくらう。その後、育美とは喧嘩して別れる。
梔子 典子（くちなし のりこ）
華の同級生で友人。赤いフレームの眼鏡をかける。作者曰く「出番と人気が釣り合わない」とのこと。
溝口 藤夫（みぞぐち ふじお）
華の通っている学校の体育教師。大きな体格で顔が怖い（作者曰く「まさに鬼」）。片言で喋るが、これは教師の威厳を保つためで、本当は普通に喋れるとのこと。
祖父江（そふえ）
華の通う学校の教師。通称・鬼の祖父江先生。華のドジっぷりにはつい閉口してしまう。「マジ」が口癖。
呪い主
志久万と連絡を取っていた謎の人物。首に懐中時計を掛けた人型のキメラのような姿で、様々な動物や魚、虫や植物などが合わさったような肉体を持つ。

## 用語
逢魔ヶ刻動物園（おうまがどきどうぶつえん）
逢摩市（読切版では逢摩ヶ刻市）の山奥にある寂れた動物園。昼間は普通の動物園だが、午後4時44分になると閉園し、半人半獣の生き物たちがはびこる。園長は椎名。椎名の放任経営と立地の悪さで、逢摩市民にはその存在を知られてすらいない。
後にヤツドキサーカスと業務提携を行い、それ以降は徐々に客足を伸ばす。
丑三ッ時水族館（うしみつどきすいぞくかん）
逢魔ヶ刻動物園のある逢摩市の隣の牛三市にある水族館。逢魔ヶ刻動物園に比べ繁盛している。館長は伊佐奈。
商売繁盛の裏で伊佐奈による恐怖支配と徹底した管理・業務が行われている。
幹部達に付けられた名前は戯れの暗号でしかないが、サカマタは自分の名前が気に入っている模様。
ヤツドキサーカス
道乃家が団長を務めるサーカス一座。裏では志久万が一切を取り仕切り、立場的には人間よりも動物の方が上。丑三ッ時水族館同様、それなりに繁盛している。
後に逢魔ヶ時動物園と業務提携を行う。
呪いの力（のろいのちから）
椎名や伊佐奈、志久万が動物にされてしまった際に得た力。動物たちの姿を半人半獣の姿に変え、人間のように喋る事ができるようにする。また、その逆も可能である。
魔力を与えた動物から、その力を奪い取って自らの力にすることも可能。その場合、力をとられた動物は2度と変身できなくなる。ただし、動物が本人の意思でその力を返した場合はその限りではない。
動物園の檻や水族館のガラスは破損しても、この力で瞬時に修復出来る。
呪いを受けていない人間にも潜在的に魔力を持つ者がいる。華はその一人で、当初本人にその自覚はないが、無意識のうちに椎名の魔力チェック（魔力を持つ者にはアルバイト募集の張り紙の「摩」の字が「魔」に見える）をパスしていたためアルバイトに採用される。
読切版では何らかの理由で魔力を持つ動物が突然変異的に発生し、椎名はそうした動物たちを変身させるのみならず、その魔力を自分の元に集めることや動物に返すことも自由に行える（これらは「権限発動」と称される）。

## 読切版
本作プロトタイプ。2010年2号掲載。単行本4巻収録。

### あらすじ
主人公・蒼井華はドジな自分を変えたいと思い、「逢摩ヶ刻動物園」という少し変わった動物園に飼育員として働かせてほしいと面接に行った。しかしそこの動物園の園長はウサギで…?

### 登場人物
人
- 椎名
- 蒼井華

動物
ウワバミ
シシド
岐佐蔵
タカヒロ
長田・亀田・福本・岩尾・モモ・新井・桐島・ポポ・ブラックバックマン・アラシ・テテテテ・アルマジ老師
シロサイ
雄。
ビッグホーン
雄。
アカシカ
ジャクソンカメレオン
ヒグマ
雄。
コアラ
雄。魔力を受けても、外見はほとんどコアラ。お菓子の「コアラのマーチ」が好物。

## 僕のヒーロー
『僕のヒーロー』（ぼくのヒーロー）は、堀越耕平による日本の読切漫画。『僕のヒーローアカデミア』（ヒロアカ）のプロトタイプ。『赤マルジャンプ』（集英社）2008 WINTER掲載。『逢魔ヶ刻動物園』5巻収録。
堀越がデビュー翌年に描いた作品。堀越は過去の作品で「一番描きやすかった」、「当時あまり悩まず出てきたものをサラッと形にできた」と振り返っている。『戦星のバルジ』打ち切り後、落ち込んで創作活動が滞っていた堀越は、過去の読切を読み返して本作が描きやすかったことを思い出し、これを元に『ヒロアカ』を連載する。堀越が原点回帰により成功したことは週刊少年ジャンプ編集部の中で共有され、吾峠呼世晴が過去の読切『過狩り狩り』をもとに『鬼滅の刃』を連載するきっかけとなった。
ヒーローが日常に存在し、そのために特別な法律が施行されたり、ヒーローが事務所に所属しているといった設定は『ヒロアカ』に引き継がれた。
本作に登場するスナイプは『ヒロアカ』にも登場する。『ヒロアカ』No.76のサブタイトルは、「僕のヒーロー」である。

### あらすじ
ヒーローに憧れるも、虚弱でヒーロー免許を取得できなかった青年・緑谷弱（みどりやジャック）は、ヒーローアイテムの開発企業・赤橋ヒーローサポート株式会社で営業として働く傍ら、アイテムを用いて勝手にヒーロー活動をしていた。しかし、会社は社長の代替わりで売上が激減していた。
ある日、緑谷は大人気ヒーロースナイプに助けられるが、彼に憧れのヒーロー・ポジティーを侮辱される。ポジティーはかつて緑谷を助けた後、失踪していた。緑谷はスナイプを嫌うが、ヒーロー活動をして負傷したところを再び彼に助けられる。緑谷は社長に自社商品を使ってヒーロー活動していたことを咎められるが、同時に緑谷が半年前に入社してから少しずつ業績が回復していたことを告げられ、困っている人を救うことがヒーローであると諭される。ところが、緑谷を襲った怪人が巨大化し、スナイプは捕らえられてしまう。緑谷はスナイプを救出し、彼にアイテムを与え、怪人を倒す手助けをする。
戦闘終了後、スナイプはかつてポジティーを名乗っており、怪人に殺されかけたトラウマから逃れようと、過去を捨ててスナイプを名乗ったことを緑谷に話す。そして、かつて緑谷が送ったファンレターに励まされていたことを語り、「君は俺にとってのヒーローだよ」と告げる。

## 単行本
- 堀越耕平 『逢魔ヶ刻動物園』集英社〈ジャンプ・コミックス〉 全5巻
  1. 逢魔ヶ刻にいらっしゃい 2010年11月4日発売 ISBN 978-4-08-870131-8
  2. 丑三ッ時水族館へいらっしゃい 2010年12月29日発売 ISBN 978-4-08-870167-7
  3. 動物園vs水族館、決着 2011年3月4日発売 ISBN 978-4-08-870195-0
  4. ヤツドキサーカスへいらっしゃい 2011年6月3日発売 ISBN 978-4-08-870226-1
  5. 逢魔ヶ刻動物園 2011年8月4日発売 ISBN 978-4-08-870275-9